# Wanted! (Brigantony)
Wanted! è il 30° album discografico di Brigantony, pubblicato nel 1996.

## Tracce
1. Pecche' nun ce ne jammo in America – 5:55
2. Opera da Fassa 2 – 3:40
3. Telecom... mi finiu – 5:10
4. Tic Tic Tac – 3:50
5. 'A scacciata in famiglia (1 parte) – 4:43
6. 'A scacciata in famiglia (2 parte) – 5:31
7. Canzone – 4:28
8. E pigghiamini 'ncafe' – 4:19
9. Il professore del sesso – 5:34
10. Buon natale – 3:33